# Jowan Mitreski
Jowan Mitreski, mac. Јован Митрески (ur. 20 listopada 1980 w Strudze) – macedoński polityk i ekonomista, poseł do Zgromadzenia Republiki Macedonii Północnej i jego przewodniczący w 2024.

## Życiorys
W 1999 ukończył szkołę średnią w Ochrydzie, a w 2004 studia z ekonomii, statystyki i cybernetyki na Uniwersytecie Świętego Klemensa z Ochrydy w Bitoli. Pracował jako księgowy, zajął się prowadzeniem własnej działalności gospodarczej w sektorze księgowości, audytu i doradztwa podatkowego. Został też nauczycielem przedmiotów zawodowych w szkole średniej w rodzinnej miejscowości.
Zaangażował się w działalność polityczną w ramach Socjaldemokratycznego Związku Macedonii. W 2014 po raz pierwszy został wybrany w skład Zgromadzenia Republiki Macedonii. Z powodzeniem ubiegał się o poselską reelekcję w wyborach w 2016, 2020 i 2024. Obejmował funkcję koordynatora frakcji deputowanych tworzonej wokół SDSM koalicji. W styczniu 2024 został nowym przewodniczącym parlamentu; pełnił tę funkcję do końca kadencji w tym samym roku.